# Còrnicen (cognom)
Còrnicen (llatí: Cornicen 'el que toca el corn') va ser un agnomen romà. Els personatges més rellevants que el portaren foren Pòstum Ebuci Helva Còrnicen, cònsol l'any 442 aC, i Espuri Opi Còrnicen, decemvir el 450 aC.
Per altra banda, Ciceró parla de cert personatge anomenat Opi Cornicí, que portava com a cognomen un derivat d'aquest antic agnomen de la gens Òpia.